# Batyr Berdiýew
Batyr Ataýewiç Berdiýew (russisch Батыр Атаевич Бердыев Batyr Atajewitsch Berdyjew; * 3. Oktober 1960 in Aşgabat, Turkmenische SSR) ist ein ehemaliger turkmenischer Politiker.

## Karriere
Berdiýew war von 1992 bis 1994 stellvertretender Außenminister. 1994 bis 2000 war er Botschafter für Österreich, Slowakei und Tschechien sowie die OSZE. Von 2000 bis 2001 war er Außenminister seines Landes. Als Begründung für seine Entlassung wurden u. a. seine angebliche Alkoholkrankheit, mangelnde Kenntnis der turkmenischen Sprache sowie Inkompetenz bei einigen außenpolitischen Themen angegeben. Seine Nachfolge im Außenressort trat Raşit Meredow an. Im Jahr 2002 wurde Berdiýew inhaftiert und kurze Zeit später wegen Beteiligung an einer Mordverschwörung gegen Staatspräsident Saparmyrat Nyýazow zu 25 Jahren Haft verurteilt. Über sein weiteres Schicksal gibt es keine gesicherten Informationen. Von Zeit zu Zeit kursierten Gerüchte, Berdiýew sei nicht mehr am Leben.
Im September 2007 wurde Gurbanguly Berdimuhamedow während eines Besuchs an der Columbia University in New York nach dem Schicksal von Berdiýew und Boris Orazowiç Şyhmyradow (ein weiterer Oppositionspolitiker) gefragt. Berdimuhamedow antwortete, er glaube, beide seien noch am Leben.

## Auszeichnungen
- 2000: Großes Goldenes Ehrenzeichen am Bande für Verdienste um die Republik Österreich[2]